# 罗小朋
罗小朋（1947年—），江西人，中华人民共和国政治人物、经济学家。

## 生平
毕业于南昌二中，之后考入北京航空学院（现北京航空航天大学）。1982年，获中国人民大学工业经济系经济学硕士学位，后供职于中国社会科学院农业经济研究所（现农村发展所）助理研究员。1986年至1990年，任国务院农村发展研究中心、国务院农村发展研究所宏观经济室主任、副研究员。2000年，任私立燕郊津桥工商管理学院院长。2003年，任贵州大学扶贫研究中心主任。

## 著作
著有四万多字的《党天下的总理难题》文章